# 雷克萨斯SC
凌志SC是豐田旗下的品牌雷克萨斯的双门跑车。1991年-2010年间发行。在日本市场以丰田Soarer的名义发行，而丰田Soarer早于1981年就开始发行，丰田Soarer基于丰田Supra开发（第二代至三代）。2005年，随着雷克萨斯登陆日本市场，该车不再以丰田Soarer的名义发行。

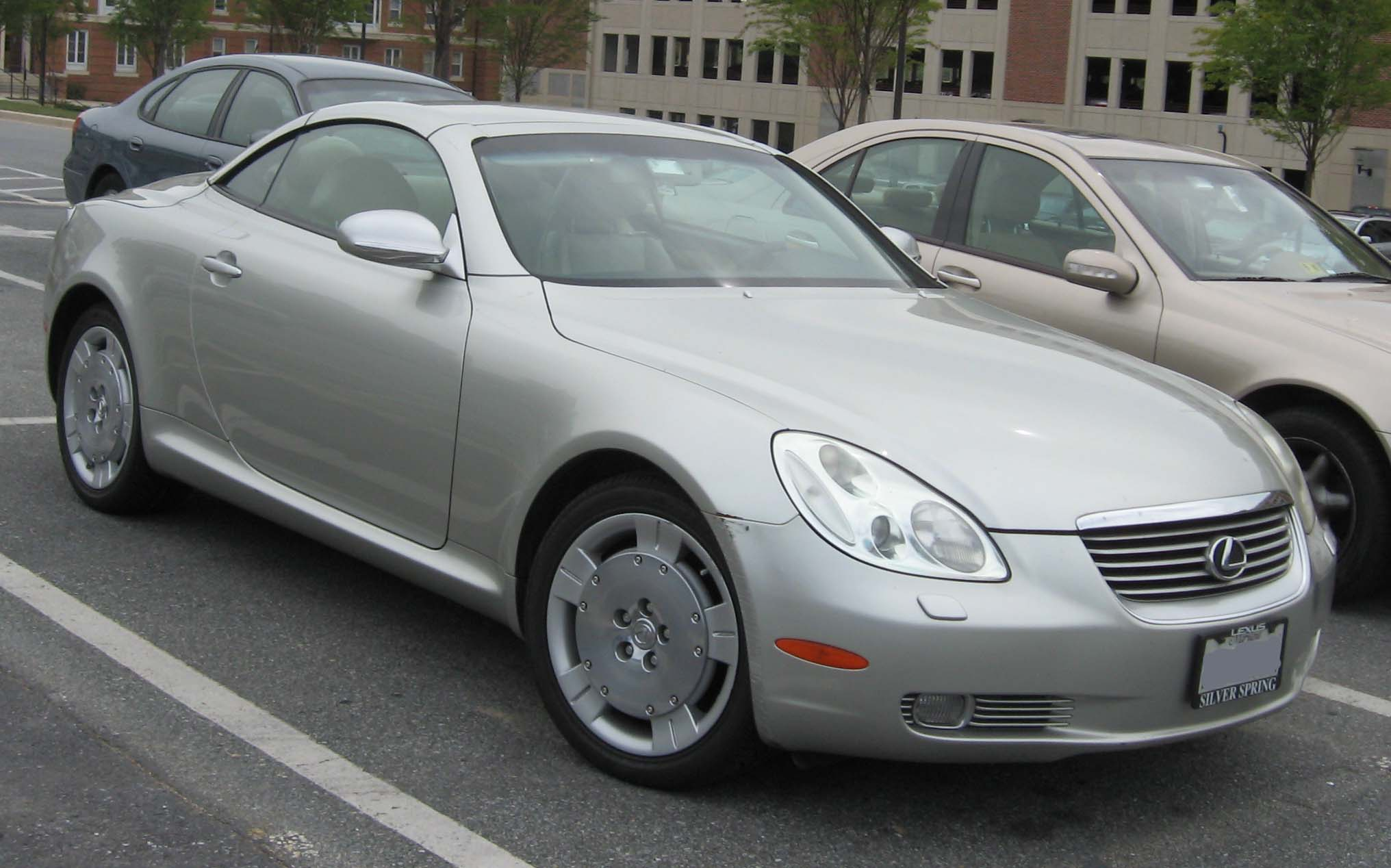
第二代雷克萨斯SC（代号Z40）

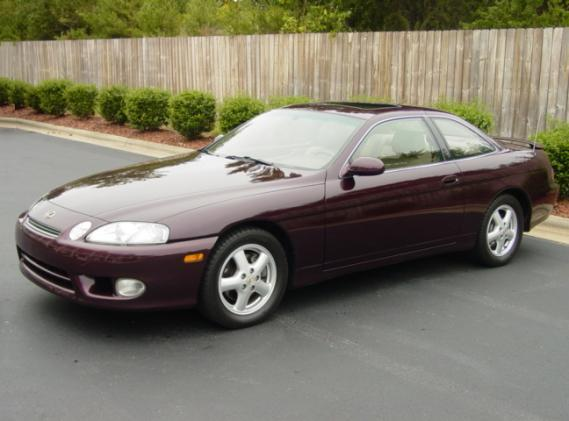
雷克萨斯SC（第一代）

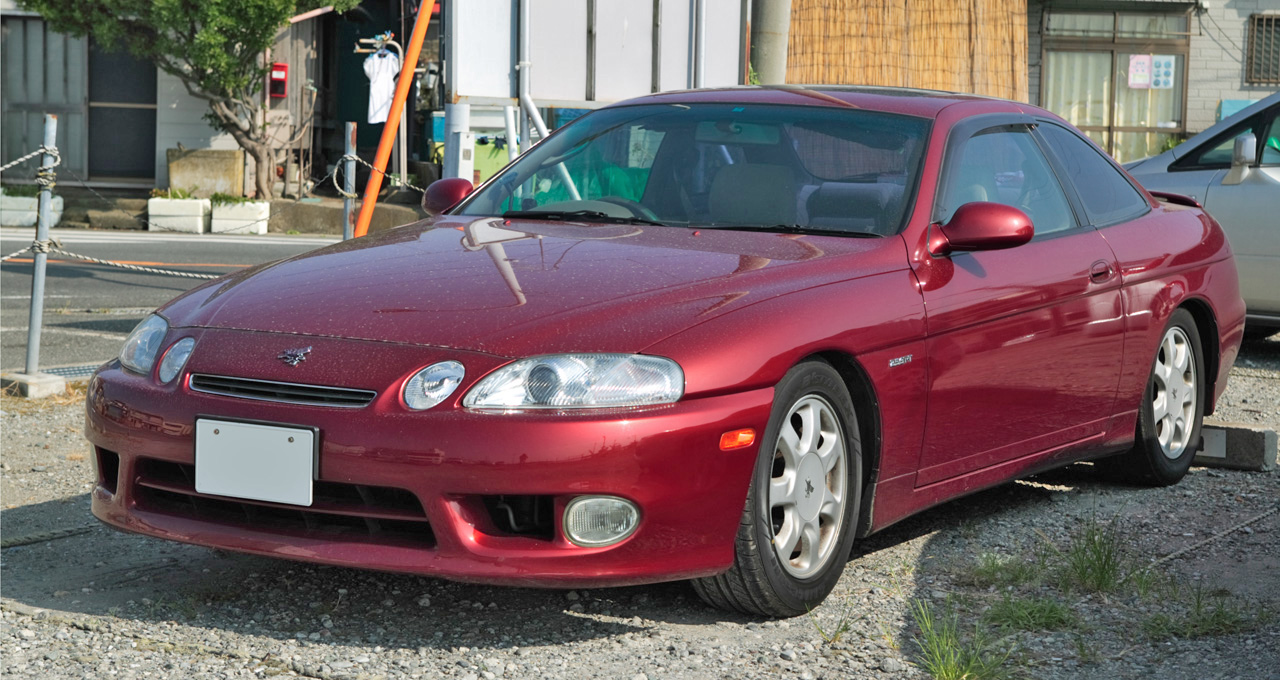
第三代丰田Soarer（代号统一为Z30）

## 內部連結
- 奔馳W212